# Dobama Asiayone
Die Dobama Asiayone („Wir-Birmanen-Vereinigung“) war eine nationalistische Bewegung im Birma der 1930er-Jahre. Sie wurde 1930 in der Folge der Dockarbeiterstreiks und der anti-indischen Unruhen gegründet und vereinte bald viele langjährige Mitglieder der nationalistischen Young Men’s Buddhists Association (YMBA) und des General Council of Burmese Associations (GCBA), darunter Kodaw Hmaing, U Soe Thein und Ba Sein, dem meist die Gründung zugeschrieben wird. Aung San, der spätere Wegbereiter für die Unabhängigkeit Birmas von Großbritannien, trat der Bewegung nach dem Studentenstreik von 1936 bei.
Dobama kann ebenso „wir Birmanen“ (als Ethnie) wie „wir Birmanen“ (als Nationalität) oder auch „unser Birma“ bedeuten. Die Vereinigung wendete sich gegen die britische Kolonialherrschaft, förderte die Bewahrung birmanischer Traditionen und forderte Boykotte indischer und chinesischer Händler zugunsten einheimischer Produkte. Ihr Motto war „Birma den Birmanen“. Getragen wurde sie vor allem von Studenten der Universität Rangun, die in der All Burma Youth League (ABYL) organisiert waren. Die Mitglieder nannten sich selbst Thakins. Thakin („Herr, Meister“) war die Anrede, die eigentlich den britischen Kolonialherren vorbehalten war. Die Dobama Asiayone wird daher oft auch als Thakin-Bewegung bezeichnet.
Innerhalb der Bewegung existierten zwei verschiedene Strömungen: Die Mehrheit um Thein Maung und Kodaw Hmaing orientierte sich vor dem Hintergrund des Aufstiegs von Mussolini und Hitler in Europa an faschistischen oder autoritären Vorbildern beim Aufbau der Bewegung. Andere um Ba Sein und Tun Ok folgten sozialistischen oder kommunistischen Ideen. Die Differenzen waren im Kern jedoch weniger ideologischer als persönlicher Natur, und gegen Ende der 1930er-Jahre standen sich die Faktionen von Thein Maung und Ba Sein zunehmend offen feindlich gegenüber.
Nach den Unruhen von 1938 und dem Ausbruch des Zweiten Weltkriegs 1939 wurden viele Führer der Thakin-Bewegung verhaftet; gleichzeitig schien der Krieg eine Gelegenheit zu bieten, gegen die Kolonialmacht vorzugehen. 1941 wurde Aung San nach China entsandt, um Unterstützung von den chinesischen Kommunisten zu erhalten. Stattdessen wurde er von den Japanern abgefangen und verhandelte mit Kempeitai-Agenten in Tokio. Die Dobama Asiayone schickte heimlich dreißig Thakins nach Hainan, wo die Japaner sie für den Kampf gegen die Briten ausbildeten. Diese „Dreißig Kameraden“ (Yebaw thoun gyeik) wurden zum Kern der Burma Independence Army, die nach dem Überfall auf Pearl Harbor zunächst mit der Kaiserlich Japanischen Armee gegen die Briten, später dann gegen die japanischen Besatzer kämpfte.
Doboma Asi-ayone – Burmesische Nationalliga
Gegründet 1931, erste politische Partei Burmas mit klarem antiimperialistischem Programm. Ihr Hauptziel war die Unabhängigkeit. Ihr gehörten die bedeutendsten Vertreter der nationalen Befreiungsbewegung an. Sie wurde 1940 von den Briten verboten.
Burma Revolutionary Party – Burmesische Revolutionspartei
Aktiver Kern der Dobama Asi-ayone, der sich Ende der dreißiger Jahre herausbildete.
Burma Communist Party – Kommunistische Partei Burmas
Seit 1930 existieren Studiengruppen, die sich mit den Ideen von Marx und Lenin vertraut machten. Gegründet wurde die Kommunistische Partei 1939, organisatorisch und politisch wirkten ihre Mitglieder in der Dobama Asi-ayone. Während des antijapanischen Widerstandskampfes erstarkte die Partei und gewann an Profil. Sie spielte eine führende Rolle in der Anti-Fascist People’s Freedom League (AFPFL). Der zunehmend antikommunistische Kurs der bürgerlichen Kräfte in der AFPFL und Meinungsverschiedenheiten innerhalb der Kommunistischen Partei führten zum Ausschluss der Kommunistischen Partei aus der AFPFL. Die innerparteilichen Auseinandersetzungen, eine Folge des unzureichenden theoretischen Niveaus der jungen KP, begünstigten die Fraktionenbildung und im Jahr 1946 die Spaltung der Partei. Es entstand eine trotzkistische Fraktion unter Sie (Red Flags – Rote Fahnen). Sie lehnte einen friedlichen Weg zur Unabhängigkeit ab und bekämpfte die Regierung seit 1946 aus dem Untergrund. Die Kommunistische Partei unter der Führung von Than Tun (White Flags – Weiße Fahnen) beteiligte sich an den Wahlen von 1947. Den zunehmenden Rechtstrend der regierenden AFPFL beantwortet sie 1948 mit einem bewaffneten Aufstand, der erfolglos blieb. 1953 wurde die in rivalisierende Gruppen zerfallende KP verboten.
Antifascist Organisation (AFO) – Antifaschistische Organisation
Gegründet 1944 von revolutionären Offizieren um Aung San und der Kommunistischen Partei, vereinigte alle demokratischen Parteien und Gruppen im Kampf gegen die Japaner. Nannte sich ab 19. August 1945 Anti-Fascist People’s Freedom League (AFPFL) (deutsch Antifaschistische Volksfreiheitsliga). Sie errang bei den Wahlen zur Verfassungsgebende Versammlung am 9. April 1947 einen überwältigenden Wahlsieg. Durch Ausschluss der entschieden revolutionären Kräfte verlor die AFPFL in den nächsten Jahren den Charakter einer nationalen Einheitsfront und entwickelte sich zu einer bürgerlich-demokratischen Partei. Sie war bis 1958 Regierungspartei, spaltete sich im selben Jahr und wurde schließlich 1964 vom Revolutionären Rat der Union von Burma verboten.
People’s Volunteer Organization (PVO) – Volksfreiwilligenorganisation
Paramilitärischer Zusammenschluss der 1945 aus der Armee entlassenen Soldaten, stand als geschlossene Macht hinter der AFPFL, zählte im Herbst 1946 55000 Mann. Nach der Unabhängigkeit 1948 trennte sich die Mehrheit der PVO von der AFPFL und schloss sich dem Guerillakampf an.
Sinyetha-Partei – Partei des kleinen Mannes
1936 von Ba Maw gegründet, schloss sich 1939 mit der Burmesischen Revolutionspartei, den Kommunisten und einigen bürgerlichen Gruppen zum
Freedom Bloc – Freiheitsblock
unter Führung Ba Maws zusammen. Sein Profil wurde vom revolutionären marxistischen Kern der Doboma Asiayone bestimmt. Bot den Briten an, mit ihnen gemeinsam gegen die Faschisten zu kämpfen, wenn Großbritannien Burma dafür nach dem Krieg die Unabhängigkeit gewähre.